# Ksar Ait Ouafella
Ksar Ait Ouafella (en arabe : قصر آيت وافلا) est un village fortifié dans la province de Midelt, région de Draa-Tafilalet au Maroc .